# Michal Klus
Michal Klus (* 7. října 1975) je český luterský pastor, působící ve Slezské církvi evangelické a. v.
Vystudoval stavební inženýrství v Brně a teologii v Minneapolis v USA. Od roku 2003 působí ve sboru SCEAV v Třinci, nejprve jako vikář, v letech 2007–2009 jako administrátor a následně jako pastor. Roku 2025 byl zvolen pastorem sboru SCEAV v Třanovicích.
Do roku 2024 byl členem Církevní rady SCEAV, následně se stal předsedou synodu SCEAV.
Roku 2010 založil humanitární projekt Děti Afriky. Roku 2021 obdržel z rukou primátorky města Třince Věry Palkovské pamětní medaili za osobní zásluhy o rozvoj Třince.
Do ledna 2023 byl členem Rady České evangelikální aliance.
Je autorem knihy Je psáno. Čím bylo Písmo pro Ježíše a čím může být pro nás. (Český Těšín, 2013).
S manželkou Šárkou má syna a tři dcery.